# Kula Marijanović u Sutivanu
Kula Marijanović u mjestu Sutivanu, Obala kralja Tomislava 7.

## Opis dobra
Na istočnoj strani rive u Sutivanu smještena je četvrtasta renesansna kula koju su po predaji gradili Marijanovići iz Poljica, iz roda poljičkih plemića Dražoevića. U Sutivanu su krajem 16. st. sagradili kulu na žalu, a uspomena na fortifikaciju u luci sačuvana je u toponimu „Pod Kaštil“ i „Jankov dvor“ po kapetanu Janku Marijanoviću. Prizemni dio kule ima oštri pokos a zidan je velikim klesancima s vidljivim otvorima puškarnica u obliku mandorle ili kružnog otvora. Kula je dvokatna s četverostrešnim krovom, a u 18. st. su otvoreni veći prozori te je sred zapadnog pročelja postavljen balkon na konzolama. Na južnoj strani su probijena vrata u prizemlju i nad njima izrađen sunčani sat.

## Zaštita
Pod oznakom Z-5002 zavedena je kao nepokretno kulturno dobro - pojedinačno, pravna statusa zaštićena kulturnog dobra, klasificirano kao "javne građevine".